# Strömberg
Strömberg ist ein schwedischer Familienname. Eine in Norwegen vorkommende Form des Namens ist Strømberg.

## Namensträger
- August Strömberg (* 1992), schwedischer Fußballspieler
- Bengt-Arne Strömberg (1954–2024), schwedischer Fußballtrainer
- Carin Strömberg (* 1993), schwedische Handballspielerin
- Ewa Strömberg (1940–2013), schwedische Schauspielerin
- Glenn Strömberg (* 1960), schwedischer Fußballspieler
- Hanna Strömberg (* 2000), schwedische Unihockeyspielerin
- Jan Erik Strømberg (* 1956), norwegischer Skispringer
- Kim Strömberg (* 1987), finnischer Eishockeyspieler
- Märta Strömberg (1921–2012), schwedische Archäologin
- Mika Strömberg (* 1970), finnischer Eishockeyspieler
- Mikko Strömberg (* 1979), finnischer Eishockeytorwart
- Sven Strömberg (1911–1986), schwedischer Sprinter
- Thorvald Strömberg (1931–2010), finnischer Kanute

## Weitere Namensträger
- Strömberg (Firma), ein 1889 gegründetes finnisches Elektrounternehmen